# NGC 403
NGC 403 je čočková galaxie v souhvězdí Ryb. Její zdánlivá jasnost je 12,5m a úhlová velikost 1,9′ × 0,6′. Je vzdálená 234 milionů světelných let, průměr má 120 000 světelných let. Galaxie je členem skupiny LGG 18, jejíž nejjasnější člen je NGC 452. 
Galaxii objevil 29. srpna 1862 William Herschel.

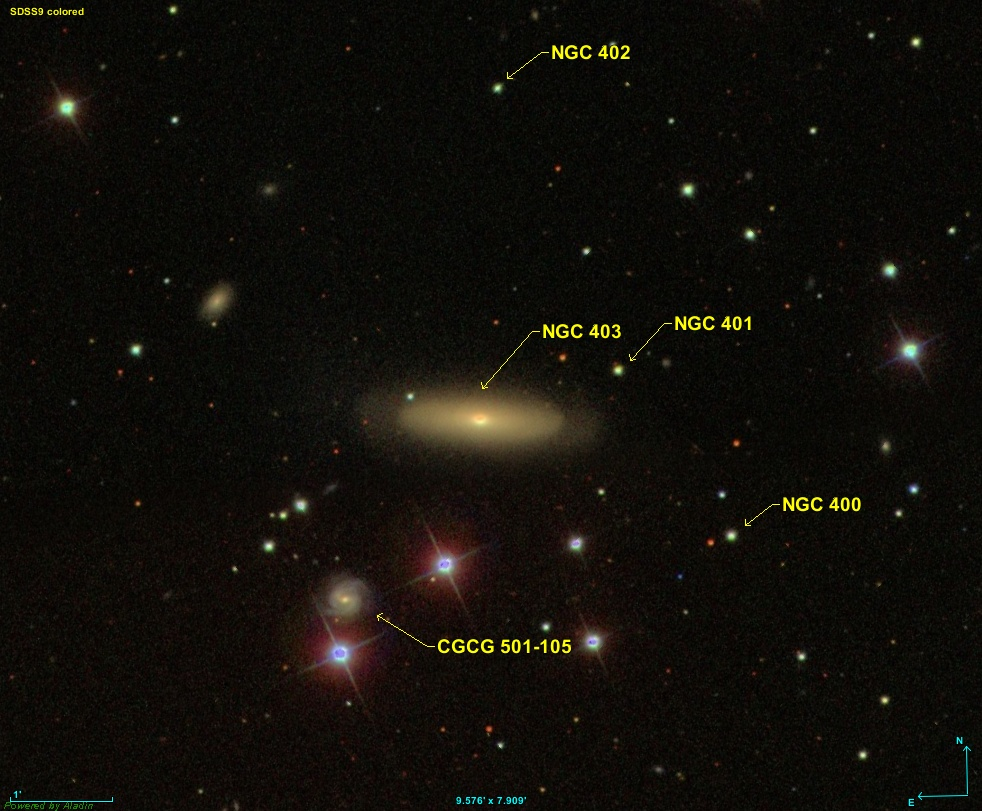
NGC 403 s označenými hvězdami mylně katalogizovanými jako mlhavé objekty NGC 400, NGC 401, NGC 402